# Thorivka, Skvîra
Thorivka (în ucraineană Тхорівка) este o comună în raionul Skvîra, regiunea Kiev, Ucraina, formată numai din satul de reședință.

## Demografie
Componența lingvistică a comunei Thorivka
     Ucraineană (88,9%)
     Rusă (1,64%)
     Alte limbi (0,23%)
Conform recensământului din 2001, majoritatea populației comunei Thorivka era vorbitoare de ucraineană (88,9%), existând în minoritate și vorbitori de rusă (1,64%).